# The Greek Tycoon
The Greek Tycoon is een Amerikaanse dramafilm uit 1978 onder regie van J. Lee Thompson. Het scenario is gebaseerd op het leven van Aristoteles Onassis en Jacqueline Kennedy.

## Verhaal
De Griekse reder Theo Tomasis klimt van een eenvoudige boerenzoon op tot een invloedrijke reder. Hij raakt gefascineerd door Liz Cassidy, de dochter van een Amerikaanse senator.

## Rolverdeling
| Acteur              | Personage               |
| ------------------- | ----------------------- |
| Anthony Quinn       | Theo Tomasis            |
| Jacqueline Bisset   | Liz Cassidy             |
| Raf Vallone         | Spyros Tomasis          |
| Edward Albert       | Nico Tamasis            |
| James Franciscus    | President James Cassidy |
| Camilla Sparv       | Simi Tomasis            |
| Marilù Tolo         | Sophia Matalas          |
| Charles Durning     | Michael Russell         |
| Luciana Paluzzi     | Paolo Scotti            |
| Robin Clarke        | John Cassidy            |
| Kathryn Leigh Scott | Nancy Cassidy           |
| Roland Culver       | Robert Keith            |
| Tony Jay            | Arts                    |
| John Bennett        | Bediende                |
| Katherine Schofield | Helena                  |